# Dog of Two Head
Dog of Two Head es el cuarto álbum de estudio de la banda británica de rock Status Quo, publicado en 1971 por Pye Records. Para esta producción la banda mantuvo el hard rock en el que incursionaron en el disco anterior, pero le agregaron algunos toques del boogie rock que lo posiciona como su trabajo seminal de su eventual y característico sonido.
Al igual que Ma Kelly's Greasy Spoon, sus ventas fueron escasas y no obtuvo una relevancia en las listas musicales. En marzo publicaron el sencillo «Tune to the Music» que no figuró en ninguna lista y que tampoco se agregó en el listado de canciones del álbum. Cabe destacar que en 1973 el sello Pye publicó «Mean Girl» como sencillo, que no fue aprobado por la banda ya que por ese tiempo pertenecían a Vertigo Records, pero aun así obtuvo el puesto 20 en los UK Singles Chart.
En 2003 se remasterizó con cinco pistas adicionales donde destacaron «Tune to the Music» y una versión mezclada de «Mean Girl». Por su parte las dos canciones en vivo fueron grabadas en el programa de la BBC, The John Peel Show, el 3 de marzo de 1972.

## Lista de canciones
| N.º | Título                            | Escritor(es)     | Duración |  |
| 1.  | «Umleitung»                       | Lancaster, Lynes | 7:11     |  |
| 2.  | «Na Na Na (Extraction I)»         | Rossi, Young     | 0:51     |  |
| 3.  | «Something's Going on in My Head» | Lancaster        | 4:44     |  |
| 4.  | «Mean Girl»                       | Rossi, Young     | 3:53     |  |
| 5.  | «Na Na Na (Extraction II)»        | Rossi, Young     | 1:11     |  |
| 6.  | «Gerdundula»                      | Rossi, Young     | 3:49     |  |
| 7.  | «Railroad»                        | Rossi, Young     | 5:30     |  |
| 8.  | «Someone's Learning»              | Lancaster        | 7:08     |  |
| 9.  | «Na Na Na»                        | Rossi, Young     | 2:26     |  |

| Temas adicionales en remasterización de 2003 |                                           |                                           |          |  |
| N.º                                          | Título                                    | Escritor(es)                              | Duración |  |
| 10.                                          | «Mean Girl» (mezcla)                      | Rossi, Young                              | 3:58     |  |
| 11.                                          | «Tune to the Music»                       | Rossi, Young                              | 3:09     |  |
| 12.                                          | «Good Thinking»                           | Rossi, Parfitt, Lancaster, Coghlan, Young | 3:43     |  |
| 13.                                          | «Mean Girl» (grabado en las sesiones BBC) | Rossi, Young                              | 3:08     |  |
| 14.                                          | «Railroad» (grabado en las sesiones BBC)  | Rossi, Young                              | 5:32     |  |

## Músicos
- Francis Rossi: voz y guitarra líder
- Rick Parfitt: voz, piano y guitarra rítmica
- Alan Lancaster: bajo
- John Coghlan: batería